# Modi'in-Maccabim-Re'ut
Modi'in-Maccabim-Re'ut (hebraico: מוֹדִיעִין-מַכַּבִּים-רֵעוּת Mōdīʿīn-Makkabbīm-Rēʿūt) é uma cidade localizada no centro de Israel, cerca de 35 quilômetros (22 milhas) a sudeste de Tel Aviv e 30 quilômetros (19 milhas) a oeste de Jerusalém, e está conectada a essas duas cidades pela Rodovia 443. Em 2024, a população era de 106.072. A densidade populacional naquele ano era mais de 1.800 pessoas por quilômetro quadrado.
A cidade moderna recebeu o nome da antiga cidade judaica de Modi'in, que existia na mesma área. Modi'in foi o local de origem dos Macabeus, os rebeldes judeus que libertaram a Judeia do domínio do Império Selêucida e estabeleceram a dinastia Hasmoneu, eventos comemorados pelo feriado de Hanukkah. A cidade moderna foi construída no século XX. Uma pequena parte da cidade (o bairro de Maccabim) não é reconhecida pela União Europeia como sendo de Israel, pois fica no que o Acordo de Armistício de 1949 com a Jordânia deixou como terra de ninguém, e foi ocupada em 1967 por Israel depois de ter sido capturada da Jordânia junto com a Cisjordânia propriamente dita.

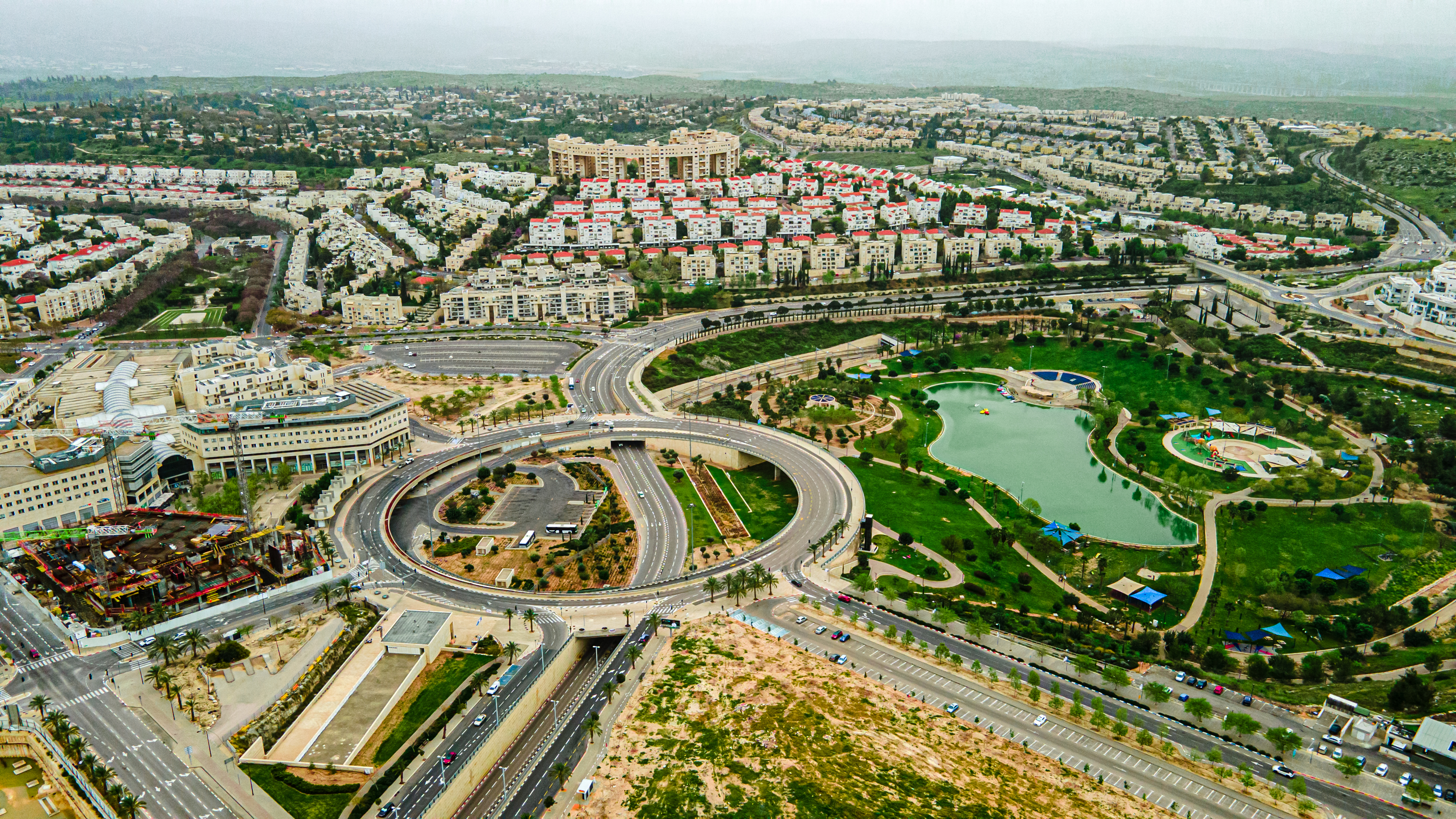
Vista aérea do centro de transportes de Modiin e o Parque Municipal Anava

## Etimologia
O nome "Modi'in" (hebraico: מודיעין) deriva da antiga vila judaica "Modi'im" do sumo sacerdote Matatias e seus cinco filhos, que estava localizada na mesma área da cidade moderna. O nome "Maccabim" é hebraico para os Macabeus e é um apelido comum dado a Matatias e seus cinco filhos.

## Historia e arqueologia

### Antiga Modi'in
Durante a antiguidade clássica, uma cidade chamada Modi'in (grego antigo: Μωδεειμ, Mōdeeim) existia na área geral da cidade moderna. Era o local de origem dos Macabeus, um grupo de guerreiros rebeldes judeus que começaram e lideraram a revolta judaica contra o governo selêucida sobre a Judeia e a helenização de sua população judaica. A revolta conseguiu expulsar os selêucidas, e a rededicação do Segundo Templo no final da revolta é comemorada pelo feriado judaico de Hanukkah. Depois de expulsar os selêucidas, os Macabeus formaram a dinastia Hasmoneu, que governou a Judeia nos séculos II e I a.C.
Sob Justiniano, a cidade bizantina na área era conhecida como Moditha (grego antigo: Μωδιθα, romanizado: Mōditha).

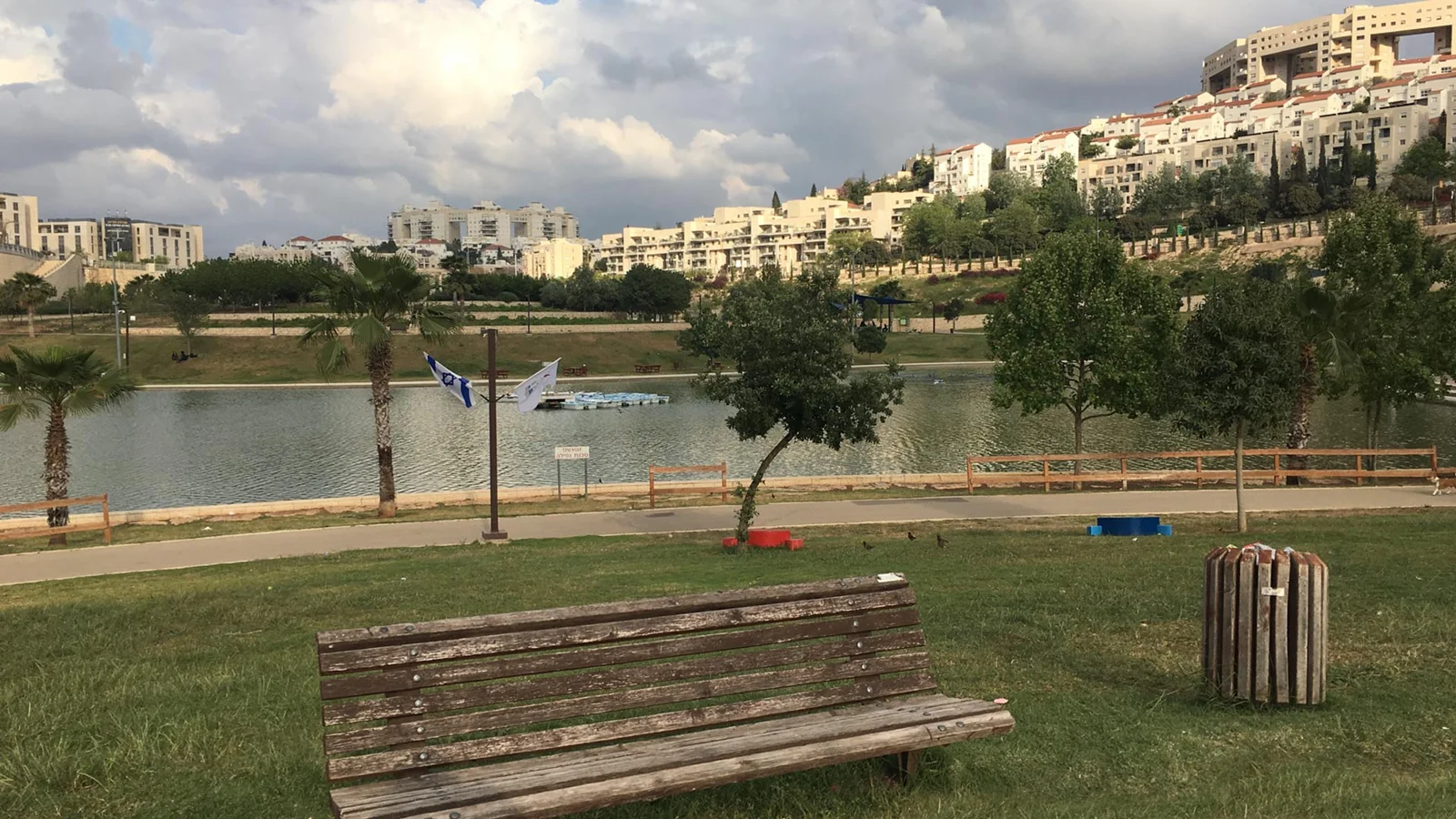
Parque Municipal Anabe, fotografia: Miguel Nicolaevsky

Uma antiga propriedade judaica fortificada que data do período helenístico até a revolta de Bar Kokhba foi descoberta na área. Arqueólogos descobriram o que um deles sugeriu que poderia ser uma coleção numismática ordenada de 16 tetradracmas e didracmas de prata (shekels e meios-shekels) cunhados na cidade de Tiro durante o reinado de dois reis selêucidas. Eles também desenterraram artefatos e estruturas do período hasmoneu, da Grande Revolta (66–74 d.C.) e da revolta de Bar Kokhba (132–135 d.C.), incluindo um complexo de esconderijo escavado na rocha, acessado por um mikveh (banho ritual).
A Modi'in moderna está localizada perto do local da antiga Modi'in descrita no Talmude, embora a localização específica seja incerta. As possibilidades são Suba perto de Jerusalém, Umm el-'Umdan perto da Rota 20 para Canada Park e Latrun, al-Midya e Khirbet el-Burj (Titura/Horbat Tittora).

#### Umm el-Umdan

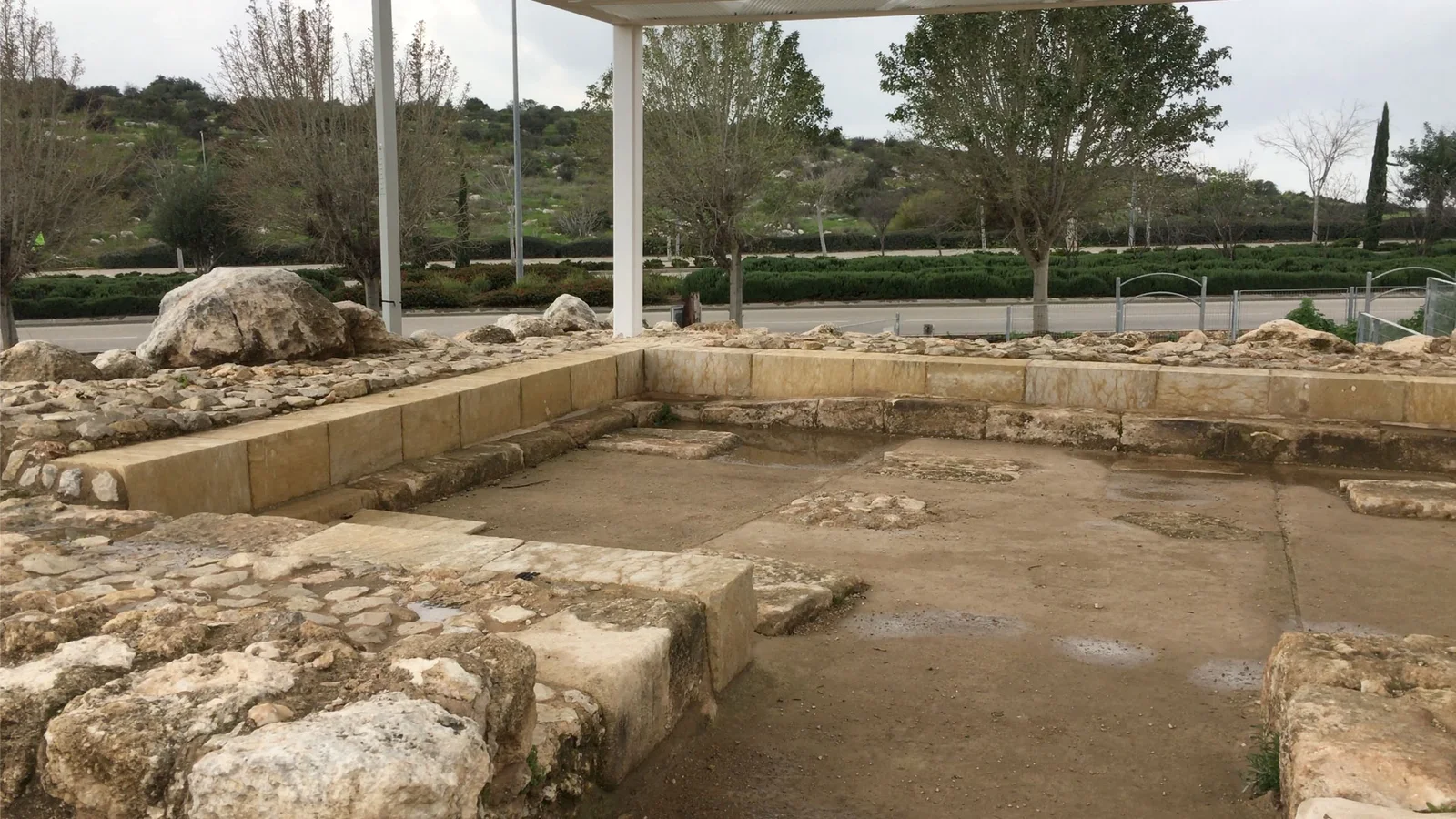
Sinagoga mais antiga de Israel em Modiin, Umm el-Umdan. Fotografia: Miguel Nicolaevsky

Umm el-Umdan é um sítio arqueológico no topo de uma colina perto do bairro de Moriah (Buchman) ao sul de Maccabim Reut, em direção a Latrun Junction. Os seis principais estratos de assentamento escavados datam dos períodos persa, helenístico, romano, bizantino e muçulmano antigo. No entanto, as principais descobertas são de um assentamento rural do período hasmoneu até o período romano antigo. Ele contém os restos de uma sinagoga datada do final do século II-início do século I a.C. (período hasmoneu), em uso até 132 d.C. (revolta de Bar Kokhba). Ele tem um mikveh do século I d.C. ao lado.

#### Titura/Horbat Titora
Horbat Titora, localizado em uma colina em Modi'in, mostra sinais de habitação do período Calcolítico ao Otomano, com habitação contínua desde a Idade do Ferro II no período do Primeiro Templo até o período bizantino e alguns vestígios dos períodos muçulmano primitivo, mameluco e otomano.

### Castelo dos Cruzados na colina de Titora[6]
As ruínas de um castelo cruzado foram escavadas em Titura/Titora. As descobertas do pátio do castelo, que também foi usado como cozinha, incluem vários utensílios de cozinha, bem como joias de bronze e prata perdidas pela equipe feminina da cozinha medieval.

### Esforços de Presenvação
A falta de interesse em sítios arqueológicos durante a construção da nova cidade levou à perda de importantes vestígios arqueológicos. Por meio do esforço de vários cidadãos individuais, uma destruição pior pôde ser evitada em Titura e Umm el-Umdan, com as autoridades assumindo a preservação dos sítios sobreviventes, enquanto o público ativamente incluía as antiguidades hasmoneus em seus rituais anuais de Hanukkah.

### Cidade Moderna(est. 1985-1996)
A cidade moderna foi fundada no final do século XX. A cidade de Modi'in foi construída na década de 1990, e mais tarde foi fundida com as cidades vizinhas de Maccabim e Re'ut, que foram fundadas na década de 1980, para criar o município unificado de Modi'in-Maccabim-Re'ut. O limite municipal moderno de Modi'in-Maccabim-Re'ut abrange uma série de aldeias palestinas despovoadas: Ajanjul, Barfiliya, Bayt Shanna, Bir Ma'in, Al-Burj, Innaba, Khirbat al-Buwayra, Kharruba e Al-Kunayyisa.
Em 1985, a construção da cidade de Maccabim, que foi liderada pela organização Internacional Maccabi começou, e o projeto de fundação da vizinha Re'ut, liderado por uma associação de oficiais do exército israelense, começou em 1987. As cidades foram unidas em Maccabim-Re'ut em 1990.
De acordo com a ARIJ, Israel confiscou terras de duas aldeias palestinas para a construção de Maccabim, atualmente parte de Modi'in-Maccabim-Re'ut: 1.499 dunams de Beit Sira e 471 dunams de Saffa.
A pedra fundamental de Modi'in foi lançada em 1993. Foi construída como uma cidade moderna planejada com altos padrões de planejamento urbano. Questões ambientais e crescimento futuro foram levados em consideração desde os estágios iniciais do projeto. Grandes espaços verdes foram incorporados ao layout da cidade e compreendem 50% da área dentro dos limites da cidade. A cidade foi aberta para residência em 1996.

Em 2003, o Ministério do Interior israelense unificou Modi'in e Maccabim-Reut em uma única cidade.
1. ↑  «עיריית מודיעין מכבים רעות, My City». www.modiin.muni.il. Consultado em 5 de janeiro de 2025
2. ↑  «עיריית מודיעין מכבים רעות, City Population Registry». www.modiin.muni.il. Consultado em 5 de janeiro de 2025
3. ↑  Nicolaevsky, Miguel (9 de fevereiro de 2019). «Ruínas da Sinagoga mais antiga de Israel». Notícias de Israel - Cafetorah. Consultado em 5 de janeiro de 2025
4. ↑  «Eusebius of Caesarea, Onomasticon: Notes». www.bible.ca. Consultado em 5 de janeiro de 2025
5. ↑  Cafetorah, Diretor do (10 de fevereiro de 2019). «A Sinagoga mais antiga descoberta até hoje em Israel está em Modiin». Notícias de Israel - Cafetorah. Consultado em 5 de janeiro de 2025
6. ↑  Cafetorah, Diretor do (27 de junho de 2017). «Jóias de 900 anos encontradas em Modiin». Notícias de Israel - Cafetorah. Consultado em 5 de janeiro de 2025

1. ↑  Cafetorah, Diretor do (5 de janeiro de 2020). «Modiin, uma cidade moderna com raízes na antiguidade». Notícias de Israel - Cafetorah. Consultado em 5 de janeiro de 2025
2. ↑  «http://www.modiin.muni.il/». modiin.muni.il. Consultado em 5 de janeiro de 2025 Ligação externa em |titulo= (ajuda)
3. ↑  «Modi'in-Maccabim-Re'ut». Wikipedia (em inglês). 13 de dezembro de 2024. Consultado em 5 de janeiro de 2025
4. ↑  «ENGLISH». מוזיאון מורשת החשמונאים (em inglês). Consultado em 5 de janeiro de 2025